# Črni Kal viadukt
A Črni Kal viadukt (szlovénul Viadukt Črni Kal, olaszul Viadotto di San Sergio) a szlovéniai A1-es autópálya és Közép-Európa egyik legnagyobb hídja. Az Osp-völgy fölött átívelő híd az ország egyetlen tengeri kikötőjét köti össze Ljubljanával.

## Története
Szlovénia 1991-ben kiáltotta ki függetlenségét. Korábban a szlovén vállalatok szabadon használhatták a horvátországi kikötőket, a függetlenség elnyerése után azonban Koper maradt az ország egyetlen tengeri kapuja. A koperi kikötőt azonban csak egy keskeny, kanyargós és meredek út kötötte össze az ország belső vidékeivel. Szükség volt az autópálya-hálózat tengerpartra történő kiterjesztésére, hogy nagy áteresztőképességű és településeket kikerülő út kösse össze a kikötőt a kontinenssel.
A viadukt építését 2001-ben rendelte meg a DARS, a Szlovén Autópálya Fenntartási Vállalat. Az építkezést 2001 szeptemberében kezdték meg. A munkálatok során 4,5 milliárd tolárt költöttek el. Elsőként 2004 májusában nyílt meg a híd egyetlen napra, ekkor a Giro d’Italia mezőnye haladhatott át az Osp völgye fölött. A rendes üzem 2004. szeptember 23-án, az A1-es út átadásával kezdődött. A szlovén posta 95 tolár értékű bélyeggel ünnepelte a híd átadását.

## Műszaki leírás
A híd 11 darab Y alakú pilléren nyugszik. A létesítmény 12 nyílása 50 és 140 méter közötti távolságokat hidal át, legmagasabb pontja 87,5 méterrel halad el az Osp patak fölött. A viaduktba 50 000 köbméternyi betont és 8000 tonnányi acélt építettek be. A híd 420 méternyivel fekszik a tengerszint fölött.

## Külső hivatkozások
- DARS[halott link]
- dokka.com
- Public State tender awarded solution for the viaduct Črni kal